# Challenger Città di Lugano 2023
Il Challenger Città di Lugano 2023 (conosciuto anche come Challenger BancaStato Città di Lugano 2023 per motivi di sponsorizzazione) è stato un torneo maschile di tennis giocato sul cemento indoor. È stata la 3ª edizione del torneo, facente parte della categoria Challenger 75 nell'ambito dell'ATP Challenger Tour 2023. Si è giocato al Padiglione Conza di Lugano, in Svizzera, dal 6 al 12 marzo 2023.

## Partecipanti

### Teste di serie
| Nazionalità | Giocatore        | Ranking* | Testa di serie |
| ----------- | ---------------- | -------- | -------------- |
| Paesi Bassi | Gijs Brouwer     | 114      | 1              |
| Svizzera    | Dominic Stricker | 120      | 2              |
| Slovacchia  | Norbert Gombos   | 126      | 3              |
| Italia      | Raul Brancaccio  | 129      | 4              |
| Regno Unito | Liam Broady      | 135      | 5              |
| Belgio      | Zizou Bergs      | 137      | 6              |
| Slovacchia  | Lukáš Klein      | 140      | 7              |
| Paesi Bassi | Jelle Sels       | 144      | 8              |

* Ranking al 27 febbraio 2023.

### Altri partecipanti
I seguenti giocatori hanno ricevuto una wild card per il tabellone principale:
- Mika Brunold
- Pierre-Hugues Herbert
- Jakub Paul

Il seguente giocatore è entrato in tabellone come alternate:
- Raphaël Collignon

I seguenti giocatori sono passati dalle qualificazioni:
- Gauthier Onclin
- Marius Copil
- Vitaliy Sachko
- Calvin Hemery
- Cem İlkel
- Dan Added

## Punti e montepremi
| Torneo    | Torneo              | V     | F     | SF    | QF    | 2T    | 1T  | Q | Q2  | Q1  |
| Singolare | Punti               | 75    | 50    | 30    | 16    | 7     | 0   | 4 | 2   | 0   |
| Singolare | Premi in denaro (€) | 9 880 | 5 820 | 3 450 | 2 000 | 1 165 | 720 | – | 360 | 185 |
| Doppio    | Punti               | 75    | 50    | 30    | 16    | –     | 0   | – | –   | –   |
| Doppio    | Premi in denaro (€) | 4 250 | 2 450 | 1 480 | 880   | –     | 500 | – | –   | –   |

## Campioni

### Singolare
Otto Virtanen ha sconfitto in finale  Cem İlkel con il punteggio di 6–4, 7–6(5).

### Doppio
Zizou Bergs /  David Pel hanno sconfitto in finale  Constantin Frantzen /  Hendrik Jebens con il punteggio di 6–2, 7–6(6).